# Tjambarak (ort i Armenien)
Tjambarak (armeniska: Ճամբարակ) är en ort i Armenien. Grundades under 1830-talet som Michajlovka, namnbyte 1920 till Karmir gjugh och 1972 döptes den om till Krasnoselsk. År 1991 bytte orten till det nuvarande namnet. Den ligger i provinsen Gegharkunik, i den centrala delen av landet, 80 kilometer nordost om huvudstaden Jerevan. Tjambarak ligger 1 848 meter över havet och antalet invånare är 6 153.
Terrängen runt Tjambarak är huvudsakligen kuperad, men den allra närmaste omgivningen är platt. Tjambarak ligger nere i en dal. Runt Tjambarak är det ganska tätbefolkat, med 70 invånare per kvadratkilometer.. Tjambarak är det största samhället i trakten. 
Trakten runt Tjambarak består till största delen av jordbruksmark.